# 鶴岡法斎
鶴岡 法斎 (つるおか ほうさい、1973年9月20日 - ) は、日本の雑誌ライター、著作家、漫画原作者、コラムニスト。

## 来歴
千葉県八街市出身。千葉県立泉高等学校卒業後に営業マン、書店員などを経て雑誌ライターとなる。
唐沢俊一と師弟関係にあったが現在は絶縁。新宿ロフトプラスワンへは共に主催・ゲストとして多数出演していた。共著に対談集「ブンカザツロン」がある。
元と学会会員。スカラベ地蔵、ハグルマルなどのバンド名で音楽活動も行っている。
妻はAV監督の野崎あんにん。

## 人物
- ロフトプラスワンに1995年の富久町の開店直後から唐沢俊一と出演している。
- ライター駆出し時代にお笑いライブに頻繁に通い、マイナー芸人にも詳しい。
- 1996年の「月刊漫画ガロ」のコラム掲載以降、サブカルチャー関連の執筆が増える。
- 1997年にデジタルG（元デジタルガロ）HP内の大喜利サイト「ドリフト道場」の道場主となる（2008年閉鎖）
- 2001年末の第1回日本オタク大賞以降、同イベントにゲスト・進行役として出演。
- 2002年に江口寿史、田村信、大地丙太郎とともにギャグ作家ユニット「CC's」を結成。
- 元・立川志加吾（現・雷門獅篭）とともにロフトプラスワン深夜イベント「新宿ほうかご倶楽部」を開催。
- 早稲田大学第二文学部、静岡大学にてマンガ史などの非常勤講師を務める。
- 2005年よりネイキッドロフトにてトークイベント「エログロ・ハイセンス！」を主催。（計12回、2008年まで）
- 面白漫画倶楽部のメンバーとして2007年よりトークイベントに参加。
- 2019年9月、阿佐ヶ谷ロフトAにて結婚記念興行を開催。

## 主な著作
- 『新世紀の迷路-疾走するエヴァンゲリオン』：アスペクト、1997年10月
- 『螺旋の薔薇―ウテナにおける神話考察』：アスキー、1998年3月
- 『呪われたマンガファン』：ジャパン・ミックス、1998年2月
- 『国際おたく大学―1998年 最前線からの研究報告』：寄稿、岡田斗司夫（編）、光文社、1998年7月
- 『ガラクタ解放戦線』：イーハトーヴ出版、1999年1月
- 『オウガバトル64 黎明編』：アスキー、1999年8月
- 『マンガロン-“70年代生まれ”の極私的マンガ評論集』：イースト・プレス、2000年4月
- 『ブンカザツロン』：唐沢俊一（共著）、エンターブレイン、2001年3月
- 『日本オタク大賞』：監修、扶桑社、2003年4月
- 『ヤマアラシ“スロプロの真実編”』：マンガ原作、宮塚タケシ（作画）、綜合図書、2003年4月
- 『切断王』：マンガ原作、榊原瑞紀（作画）、メディアファクトリー 、2011年4月

## 出演番組
- 侵略放送パンドレッタ（MONDO21）
- 日本オタク大賞（MONDO21）
- 大進撃放送BONZO!（TOKYO MX）
- フィギュアの王国（アクトオンTV）

## 出演作品
- ギャグマンガ日和（ジャンプフェスタ2002版）:声優、大地丙太郎監督（2002年）
- 美少女生活:俳優、大地丙太郎監督（2002年）
- 薬剤天使魔女っこケミー:俳優、荒木憲司監督（2004年）
- モーレツ怪獣大決戦:音楽（ハグルマル）、スーツアクター、荒木憲司監督（2005年）